# Edgar de Picciotto
 (Beirut, 4 ottobre 1929 – Ginevra, 13 marzo 2016) è stato un banchiere e imprenditore libanese svizzero, investitore e considerato un "pioniere degli hedge fund", fondatore a Ginevra dell'Union Bancaire Privée (UBP). Secondo Forbes, lui e la sua famiglia avevano nel 2016 un patrimonio stimato di 2,8 miliardi di dollari..

## Biografia
Nacque in una famiglia sefarditica a Beirut nel 1929. La storia familiare del de Picciotto risale all'epoca delle grandi scoperte del Portogallo. Ha studiato ingegneria per la prima volta in Francia prima di fuggire in Svizzera (attraverso l'Italia) con la sua famiglia negli anni '50 a causa del sentimento anti-ebraico cresciuto a Beirut. Nel 1955 arrivò a Ginevra, dove entrò nella piccola banca Société Bancaire de Geneve. È stato naturalizzato nel 1972 a Vandéuvres. 
Nel 1969 fondò la Compagnie de Banque et d'Investissements (CBI) a Ginevra con il banchiere privato di Zurigo Nicolas J. Bär. I suoi investimenti in oro nel periodo precedente allo shock nixonano del 15 luglio 1971, lo resero leggendario quanto la sua prima decisione di investire in hedge fund.
Nel 1990, la CBI ha assunto la più grande TDB-American Express Bank, che in seguito divenne l'Union Bancaire Privée (UBP). Seguirono altre acquisizioni: Cambio & Valoren Bank (1993), Nordfinanzbank (1995), Zurich Discount Bank, Trust Company (2002). De Picciotto è diventato presidente di UBP.
Nel 2009, all'età di 80 anni, ha assunto nuovamente la guida della banca, dopo che l'UBP aveva subito una grave perdita di reputazione nel 2008, coinvolto  nel vortice dello scandalo del grande truffatore statunitense Bernard Madoff e, sotto la guida dei suoi figli e nipote Michael de Picciotto, e aveva incontrato difficoltà finanziarie. Attraverso il suo intervento nel business operativo, de Picciotto riuscì a rimettere la banca sulla buona strada. Nell'estate del 2011, ha acquistato la filiale svizzera dell'olandese ABN AMRO con 11 miliardi di euro di beni dei clienti. Nel 2012, ha acquisito la società di hedge fund Nexar Capital Group.
Nella primavera del 2015, UBP ha suscitato scalpore quando ha assunto l'attività di private banking internazionale della British Coutts International. A Shanghai è stata aperta una società di asset management. 
La Bancaire Privée Union risolse la disputa fiscale con gli Stati Uniti con una multa di 188 milioni di dollari, sfuggendo così ad ogni accusa. 
Era conosciuto come il "decano" della scena bancaria di Ginevra. Edgar de Picciotto è morto il 13 marzo 2016 all'età di 86 anni dopo una lunga malattia. Suo figlio, Guy de Picciotto, assunse la gestione della banca.